# Joyas Nacionales Iraníes

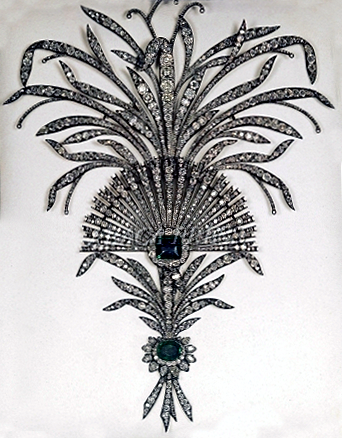
Elaborado aigrette de plata con diamantes y esmeraldas, parte de las Joyas de la Corona Iraní

Las Joyas Nacionales Iraníes (جواهرات ملی ایران en persa, transcrito como Javaherat-e Melli-ye Iran), originalmente las Joyas de la Corona Iraní (جواهرات سلطنتی ایران, Javaherat-e Saltanati-ye Iran), incluyen elaboradas coronas, treinta tiaras y numerosas aigrettes, una docena de espadas y escudos enjoyados, varias gemas preciosas sin engastar, numerosos platos y otros servicios de mesa fundidos en metales preciosos con incrustaciones de gemas, y varios otros objetos inusuales (como un gran globo terráqueo de oro con los océanos hechos de esmeralda) coleccionados o usados por los monarcas iraníes desde el siglo XVI (época del imperio safávida) en adelante. La colección se encuentra en el Tesoro de Joyas Nacionales, situado dentro del Banco Central de la República Islámica de Irán en la calle Ferdowsi de Teherán.

## Conquistas safávidas y afsáridas
La mayoría de los artículos que ahora forman parte de la colección fueron adquiridos por los gobernantes de la dinastía safávida, que gobernó Irán desde 1502 hasta 1736 d. C. Los afganos invadieron Irán en 1719 y saquearon la entonces capital de Isfahán y tomaron las joyas de la corona iraní como botín. Sin embargo, en 1729, después de una lucha interna de casi una década, Nader Sah expulsó con éxito a los afganos de Irán. En 1738, el sah lanzó su propia campaña contra los dominios afganos. Después de tomar y asaltar las ciudades de Kandahar y Kabul, así como varios principados en el extremo norte de la India, y saquear Delhi, el victorioso Nader Shah regresó a Irán con lo que quedaba de las joyas de la corona saqueadas, así como con varios otros objetos preciosos que ahora forman parte del Tesoro iraní. Entre ellos se encontraban numerosos diamantes, esmeraldas, rubíes, zafiros y otras piedras preciosas. Cuatro de las adquisiciones más destacadas de esta conquista fueron los diamantes Koh-i-Noor y Darya-ye Noor (ambos originarios de la India y aún entre los más grandes del mundo), el Trono del Pavo real y la espinela de Samaria.

## Uso moderno (dinastía Pahlavi-presente)

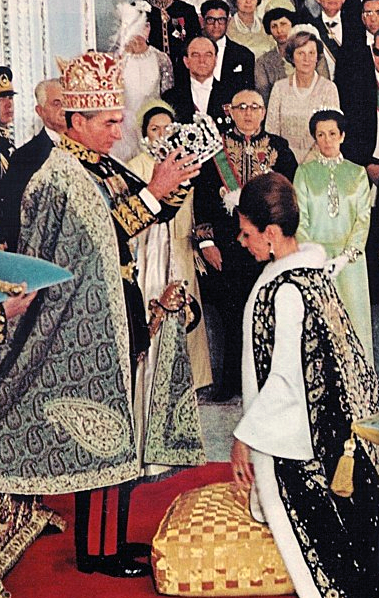
Mohammad Reza Pahleví coronando a su esposa, la emperatriz Farah, en 1967

Las joyas de la corona fueron utilizadas por última vez por los miembros de la dinastía Pahlaví, la última mpnarquía que gobernó Irán. El esplendor de la colección llegó a Occidente, en gran medida, gracias a su uso por parte del sha Mohammad Reza Pahleví y de su shahbanou, Farah Pahlaví, durante ceremonias oficiales y visitas de estado.
Las Joyas de la Corona Iraní se consideran tan valiosas que aún se utilizan como reserva para respaldar la moneda iraní (y así lo han hecho varios gobiernos sucesivos). En 1937, durante el reinado de Reza Shah, la propiedad del tesoro imperial se transfirió al estado. Las joyas se depositaron en las bóvedas del Banco Melli de Irán, donde se utilizaron como garantía para fortalecer el poder financiero de la institución y respaldar el sistema monetario nacional. Esta importante función económica es quizás una de las razones por las que estas joyas, símbolos innegables del pasado monárquico de Irán, han sido conservadas por la posterior República Islámica.

### Exhibición pública
Debido a su gran valor e importancia económica, las joyas de la corona iraní se mantuvieron durante siglos ocultas a la vista del público en las bóvedas del tesoro imperial. Sin embargo, dado que el primer Sha Pahlavi había transferido la propiedad de las joyas de la corona al estado, su hijo, Mohammad Reza Pahleví, decretó que las joyas más espectaculares se exhibieran públicamente en el entonces Banco Central de Irán.
Cuando la revolución iraní derrocó a la dinastía Pahlaví en 1979, se temió que, en el caos, las joyas de la corona iraní hubieran sido robadas o vendidas por los revolucionarios. Aunque, de hecho, algunos objetos más pequeños fueron robados y sacados de contrabando a través de las fronteras iraníes, la mayor parte de la colección permaneció intacta. Esto se hizo evidente cuando el gobierno revolucionario, bajo la presidencia de Akbar Hashemí Rafsanyaní, reabrió al público la exposición permanente de las joyas de la corona iraní en la década de 1990.

## La Colección Imperial

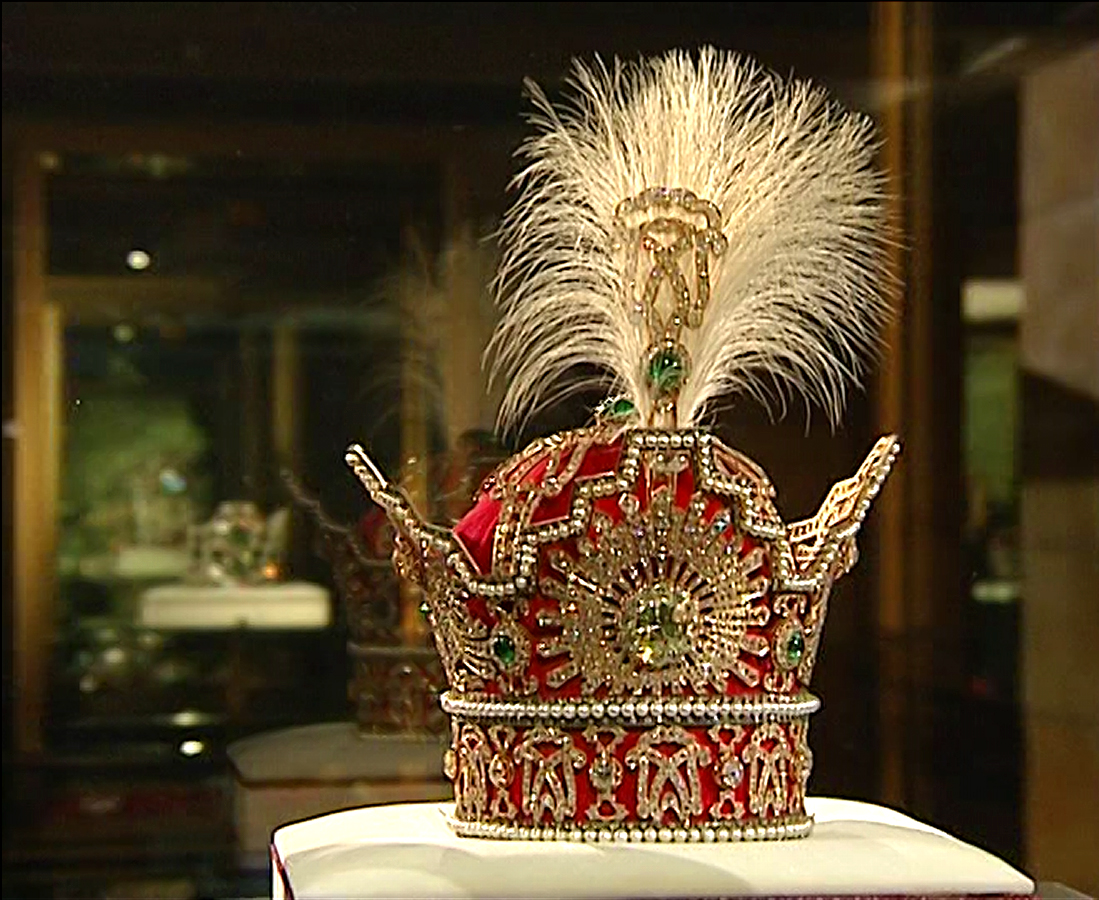
Corona Pahlaví
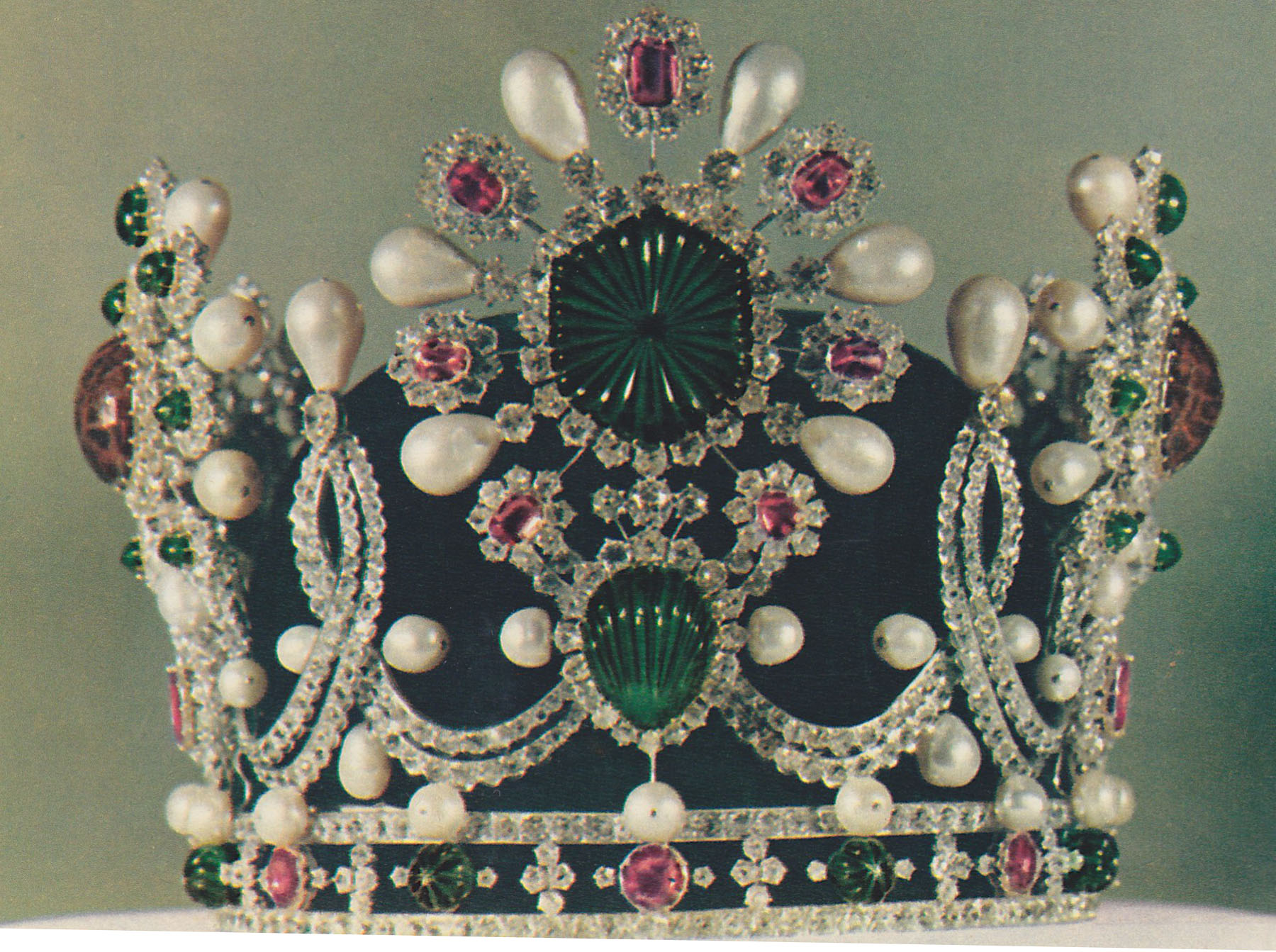
Corona de la Emperatriz
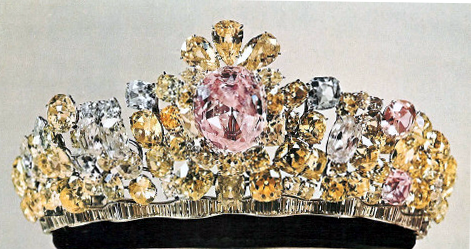
Tiara Noor-ul-Ain
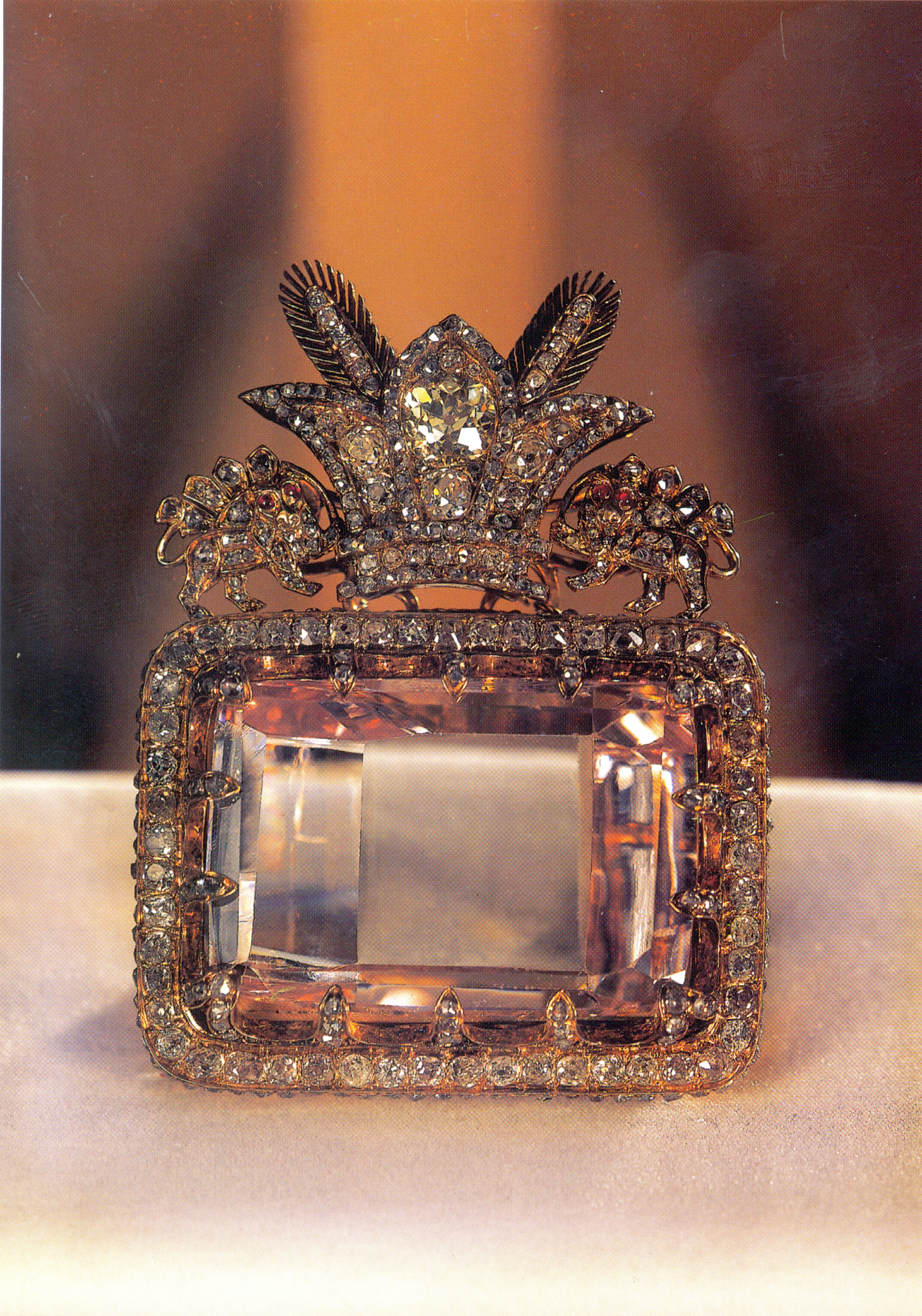
Diamante Darya-ye Noor
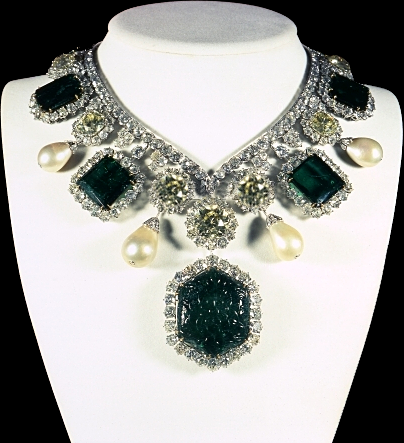
Collar de coronación
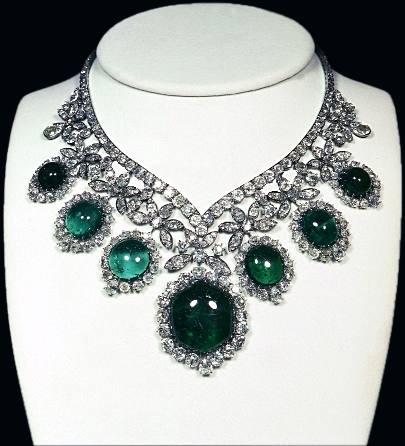
Collar de esmeraldas
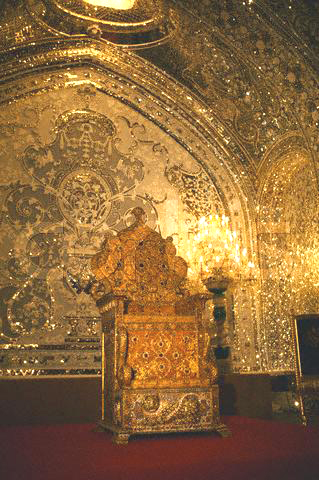
Trono Naderí
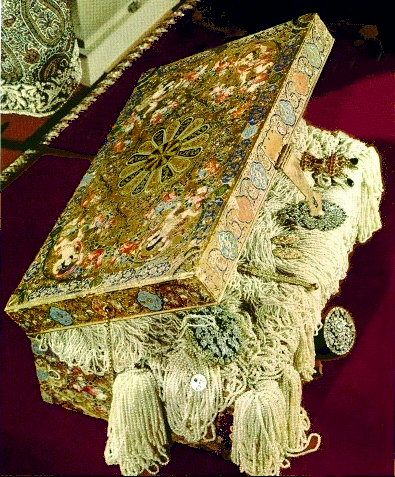
Cofre lleno de perlas
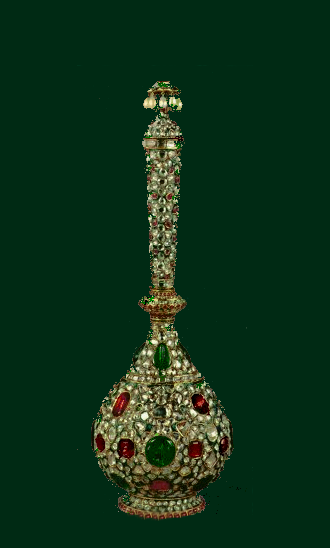
Bandera dorada
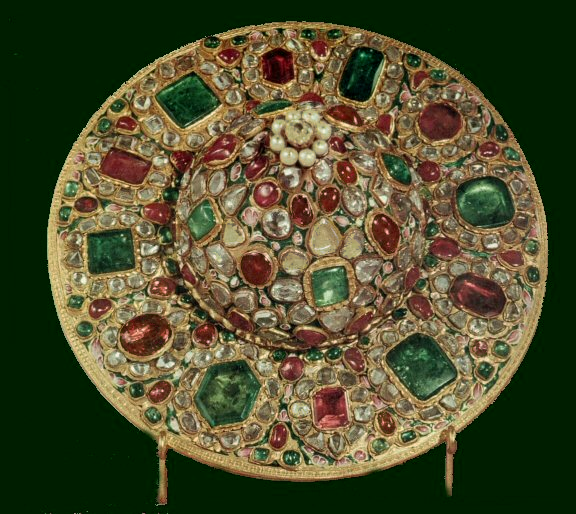
Tapa de plato enjoyada
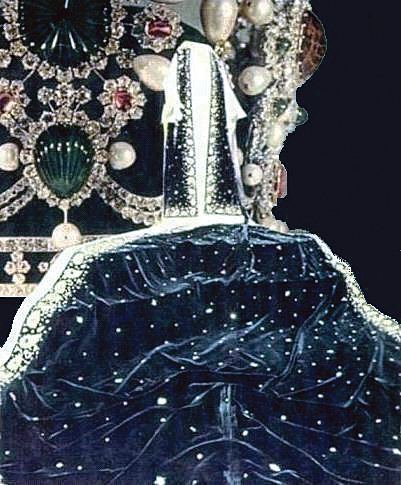
Capa de la coronación
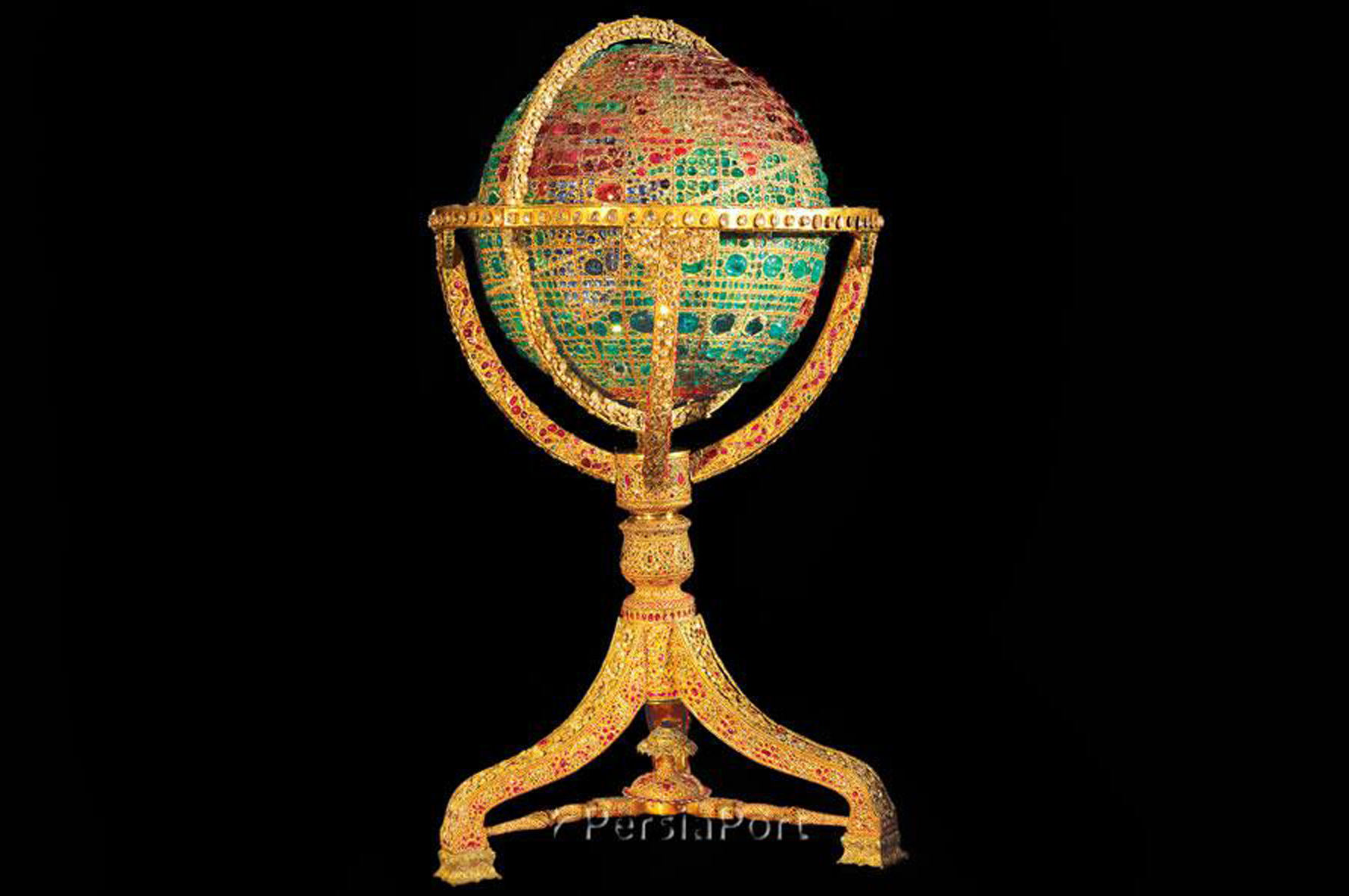
Globo terrestre enjoyado
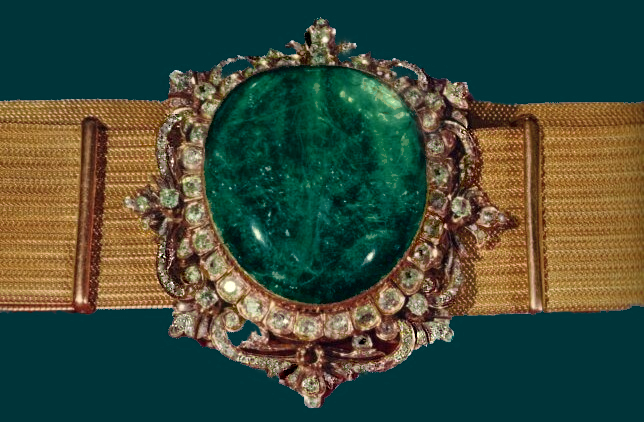
Cinturón de oro
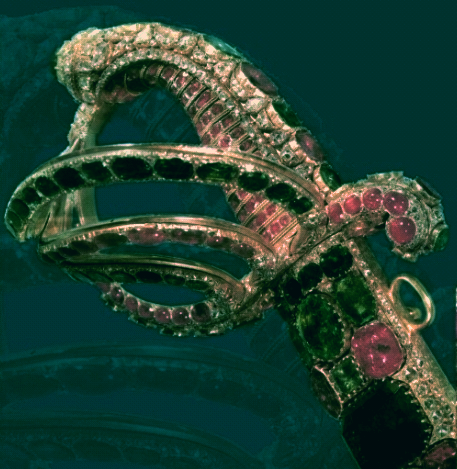
Espada imperial

### La Maza Real de Irán

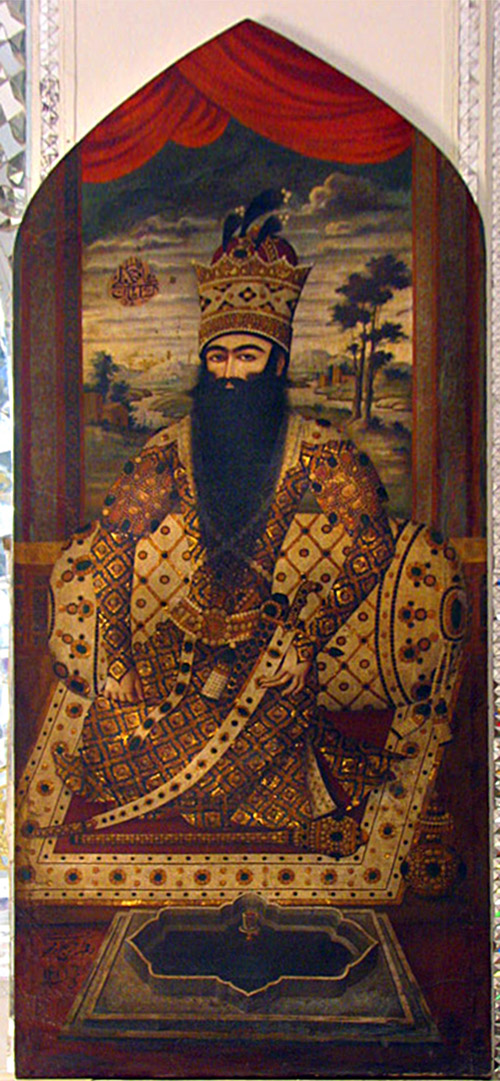
Fath Alí Sah con la Maza Real de Irán a sus pies

La Maza Real de Irán es una maza ceremonial con incrustaciones de joyas, que forma parte de las Joyas de la Corona iraní. Era una de las favoritas de Fath Alí Sah, quien a menudo aparece sosteniéndola en sus retratos en miniatura. Está incrustada con espinelas y diamantes de punta a punta. Mide 73 cm (2,4 pies) de largo. El diamante más grande pesa 17 quilates (3,4 g) y se encuentra en la parte superior de la maza. Las espinelas más grandes son las seis que rodean la parte superior de la maza, con un peso de 40 quilates (8 g cada una).